# 帕维尔·克拉舍宁尼科夫
帕维尔·弗拉基米罗维奇·克拉舍宁尼科夫（羅馬化：Pavel Vladimirovich Krasheninnikov；1964年6月21日—）是俄罗斯法学家和政治人物。
1998年至1999年8月，他担任基里延科、普里马科夫和斯捷帕申内阁的司法部长。
自1999年以来，他一直担任国家杜马代表，最初代表右翼力量联盟，后来加入统一俄罗斯党。

## 制裁
克拉舍宁尼科夫于2022年因俄乌战争而遭到多国制裁。